# Puègsiuran
Puègsiuran (en francès Pexiora) és un municipi del departament de l'Aude a la regió francesa d'Occitània.